# Katar
Katar, plným názvem Stát Katar, je stát v jihozápadní Asii. Zabírá Katarský poloostrov na severovýchodním pobřeží Arabského poloostrova na Blízkém východě; na jihu má jedinou pozemní hranici se Saúdskou Arábií, zbytek území obklopuje Perský záliv. Bahrajnský záliv, zátoka Perského zálivu, odděluje Katar od nedalekého Bahrajnu.  Většinu rozlohy země tvoří rovinatá, nízko položená poušť, podnebí je pouštní, v létě horké a v zimě velmi mírné. Na ploše 12 000 km² žije 3 miliony obyvatel, hlavním městem je Dauhá, kde žije více než 80 % obyvatel země. Necelých 50 % obyvatel jsou Arabové, největšími etnickými menšinami jsou Indové, Bangladéšané a Pákistánci; úředním jazykem je arabština, dvě třetiny obyvatel vyznávají státní náboženství islám, dále 15 % hinduismus, 14 % křesťanství.
Osídlení dnešního Kataru lidmi se datuje do doby před 50 000 lety, kdy zde byla objevena tábořiště a nástroje z doby kamenné. V období neolitu byla v oblasti jako první přítomna civilizace Mezopotámie. Během prvních let osídlení poloostrov spadal pod správu několika různých říší, včetně Seleukovské, Parthské a Sasánovské. V 7. století n. l. většina arabských kmenů v regionu konvertovala k islámu; v 8. století se stal centrem obchodu s perlami. V abbásovské éře vzniklo několik osad. Poté, co Bani Utbah a další arabské kmeny dobyly Bahrajn v roce 1783, dynastie Ál Chalifa nastolila svou moc nad Bahrajnem a pevninským Katarem. V následujících staletích byl Katar místem sváru mezi wahhábity z Nadždu a Ál Chalifou. Kataru od roku 1868 vládne dynastie Ál Thání od roku 1868, kdy Mohammed bin Thání podepsal dohodu s Velkou Británií, která uznala jeho samostatný status. V roce 1871 rozšířili Osmané svou říši do východní Arábie, z oblasti se stáhli v roce 1915 po začátku první světové války. V roce 1916 se Katar stal britským protektorátem a Abdalláh ibn Džasim Al Sání podepsal smlouvu, podle níž může Britům postoupit území pouze výměnou za ochranu před veškerou námořní agresí a podporu v případě pozemního útoku. Smlouva z roku 1934 poskytla rozsáhlejší ochranu. V roce 1940 byla v Dukhanu objevena vysoce kvalitní ropa.
V 50. a 60. letech 20. století přinesly rostoucí příjmy z ropy prosperitu, rychlé přistěhovalectví, značný sociální pokrok a počátky moderní historie země. Poté, co Velká Británie v roce 1968 vyhlásila politiku ukončení smluvních vztahů s šejky Perského zálivu, se Katar připojil k dalším osmi státům, které byly v té době pod britskou ochranou, a plánoval vytvoření federace arabských emirátů. V polovině roku 1971, kdy se blížilo datum ukončení britských smluvních vztahů, se těchto devět států stále nedohodlo na podmínkách unie. Katar proto 3. září 1971 vyhlásil nezávislost. V červnu 1995 se novým emírem stal zástupce emíra Hamad bin Chalífa, který v nekrvavém převratu sesadil svého otce Chalífu bin Hamada. Emír povolil liberálnější tisk a komunální volby jako předstupeň voleb parlamentních. V dubnu 2003 byla ve veřejném referendu schválena nová ústava, která vstoupila v platnost v červnu 2004.
Katar je unitární polokonstituční monarchií s emírem jako hlavou státu, který má autokraticky v rukou téměř veškerou výkonnou a zákonodárnou moc, i kontrolu nad soudnictvím. Země má čtvrtý nejvyšší hrubý domácí produkt v paritě kupní síly na obyvatele na světě a devátý nejvyšší v přepočtu na obyvatele. V indexu lidského rozvoje zaujímá 42. místo, což je třetí nejvyšší příčka v arabském světě.  Má ekonomiku s vysokými příjmy, která se opírá o třetí největší zásoby zemního plynu a ropy na světě.  Katar je také druhým největším světovým emitentem oxidu uhličitého na obyvatele. Cizinci tvoří 85 až 90 % katarských obyvatel, přičemž migrující pracovníci tvoří přibližně 95 % pracovní síly. V 21. století jeho ekonomika rychle rostla díky bohatství, které skýtají suroviny, stejně jako jeho geopolitická moc, například mediální skupině Al-Džazíra Katar je členem Organizace spojených národů, Ligy arabských států, Organizace islámské spolupráce, zakládajícím členem Rady pro spolupráci v Zálivu; byl členem Organizace zemí vyvážejících ropu , ale členství ukončil.

## Název
Římský spisovatel Plinius Starší zaznamenal nejstarší zprávu o obyvatelích poloostrova v polovině 1. století n. l.; označil je jako Catharrei, což je označení, které mohlo být odvozeno od názvu významné místní osady. O století později vytvořil Ptolemaios první známou mapu, na které je poloostrov zobrazen, a označil jej jako Catara. V roce 1848 se Ptolemaios vrátil k poloostrovu a začal jej nazývat Catara. Na mapě je také zmínka o městě jménem „Cadara“ na východě poloostrova. Výraz „Catara“ (obyvatelé, Cataraei) se používal výhradně až do 18. století, poté se jako nejčastěji uznávaný pravopisný tvar objevil „Katara“. Nakonec se po několika variantách - „Katr“, „Kattar“ a „Guttur“ - jako název země ujala moderní odvozenina Katar.
Ve standardní arabštině se název vyslovuje [ˈqɑtˤɑr], zatímco v místním dialektu, arabštině Perského zálivu, je to [ˈɡɪtˤɑr]. Čeština používá odlišnou přibližnou výslovnost, protože arabská výslovnost používá zvuky, které se v češtině nevyskytují. 

## Historie

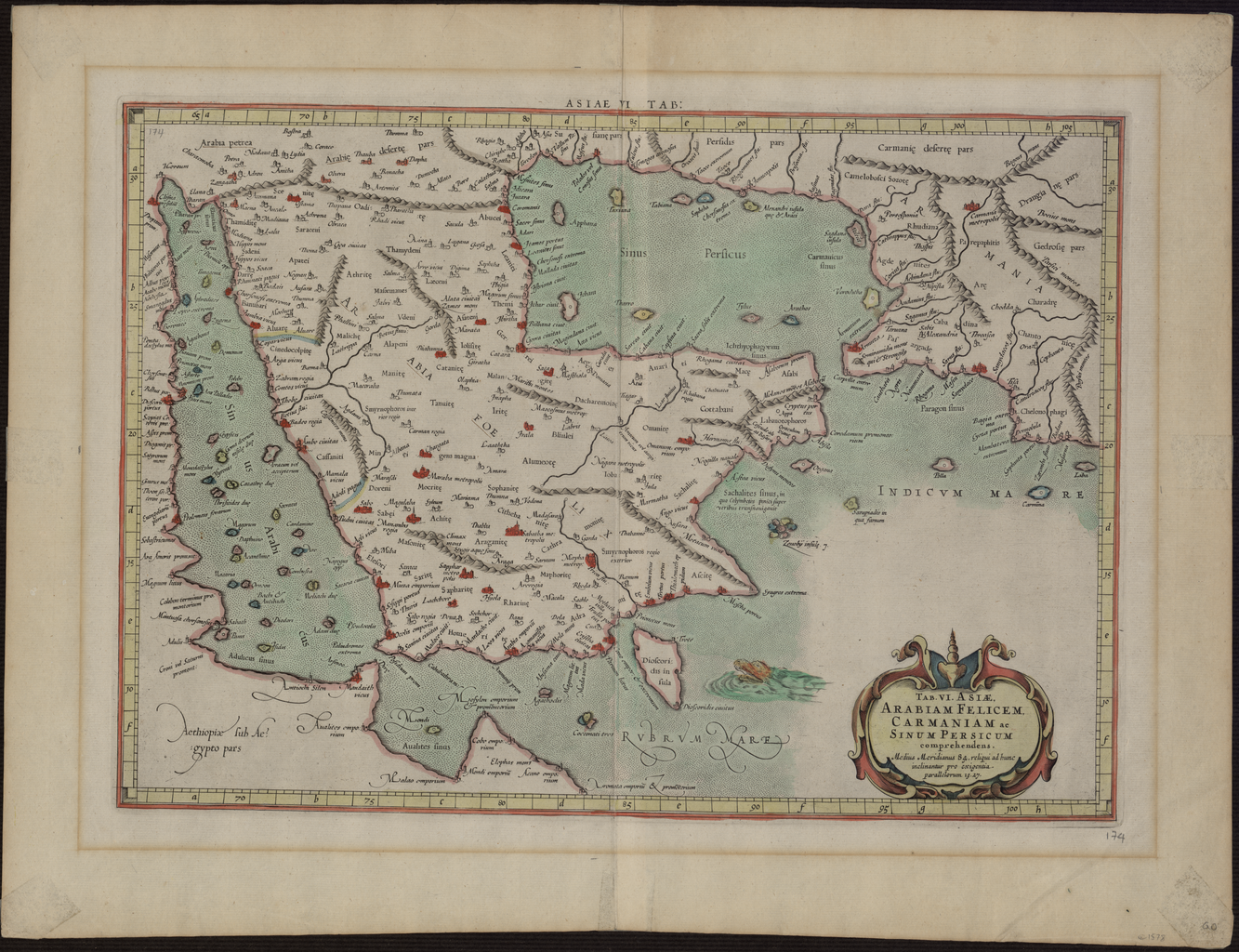
Nejstarší známé vyobrazení Kataru na mapě Klaudia Ptolemaia z 2. století

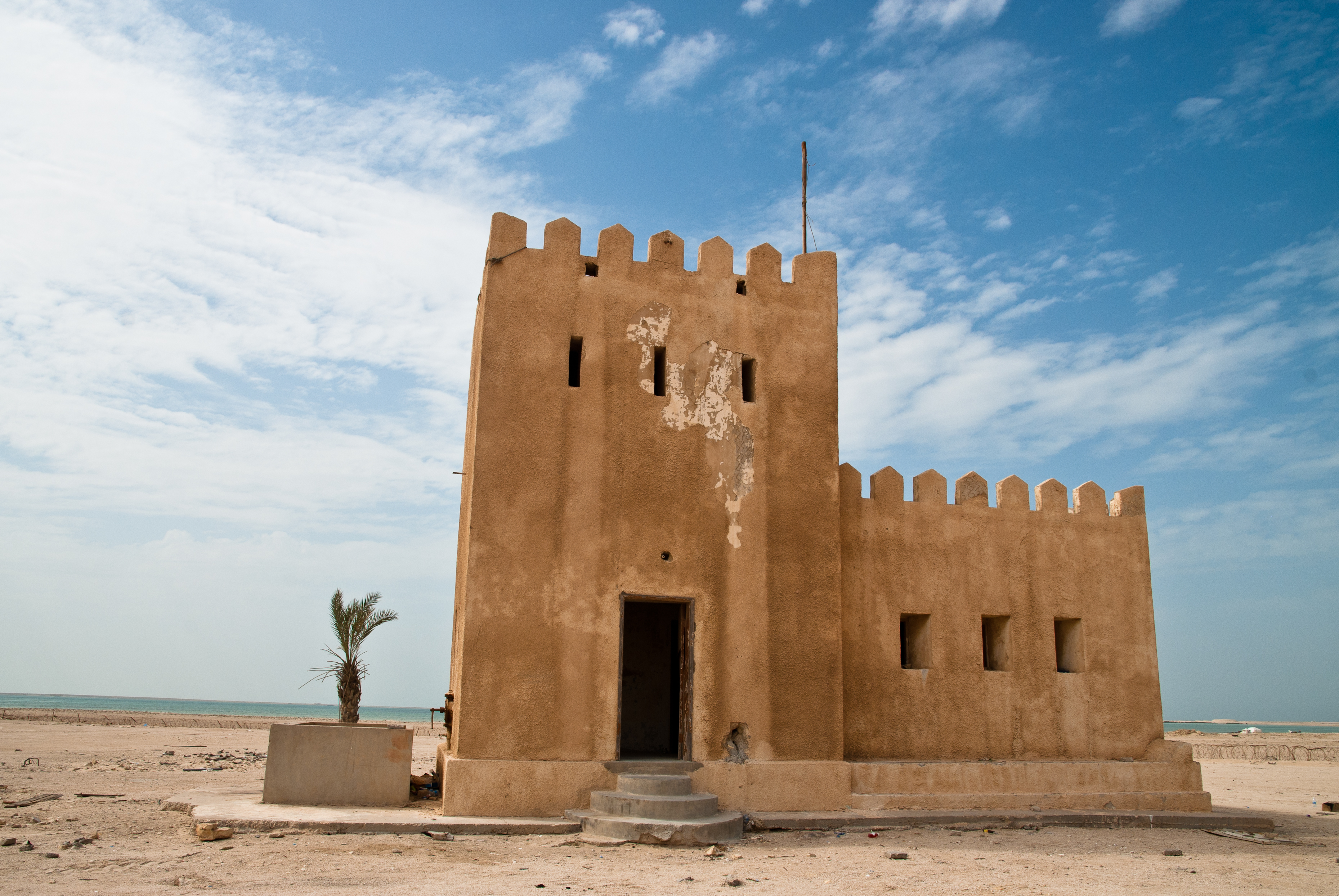
Pevnost Umm al-Ma'a z ummajovské éry

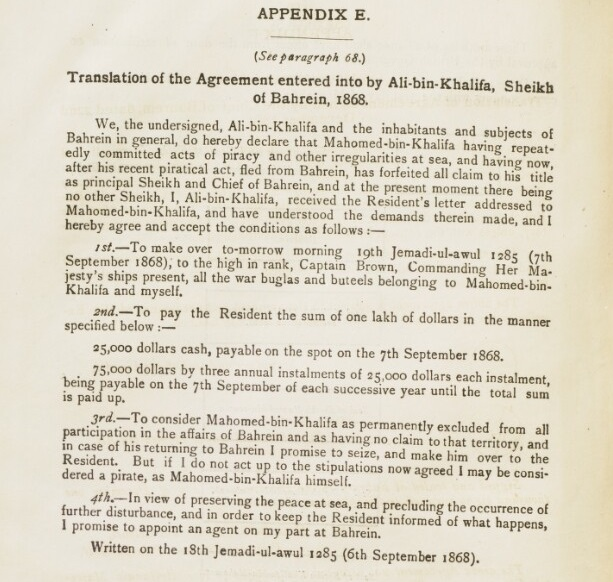
Historická dohoda z roku 1868

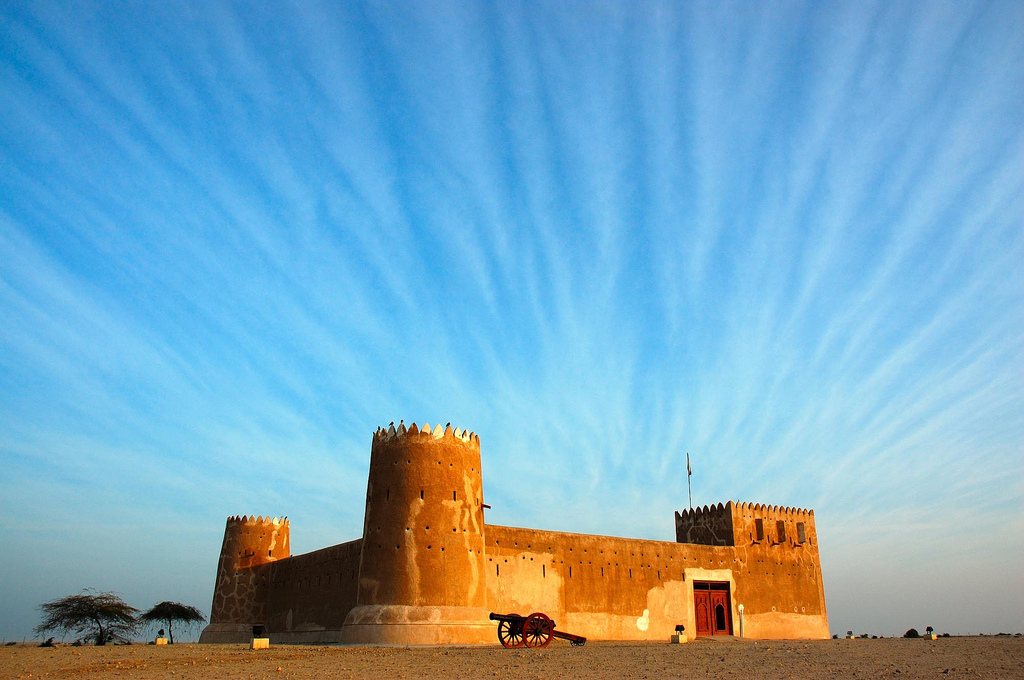
Pevnost v Zubaře

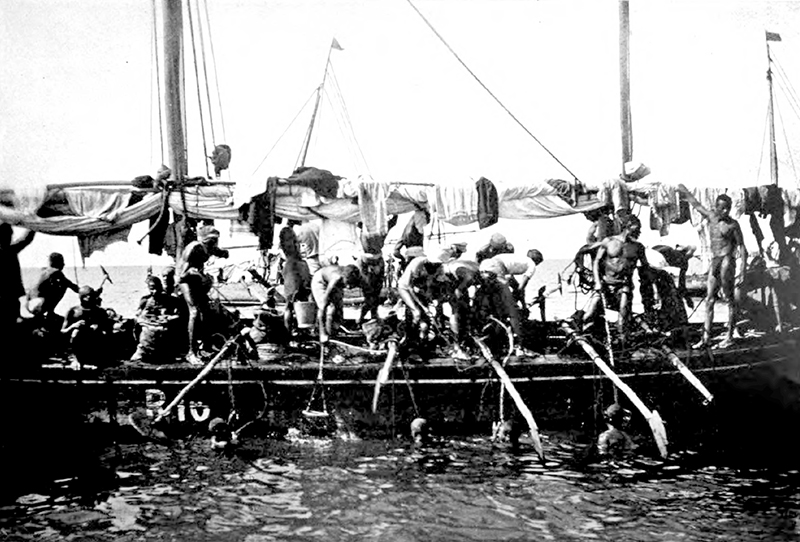
Lov perel na začátku 20. století

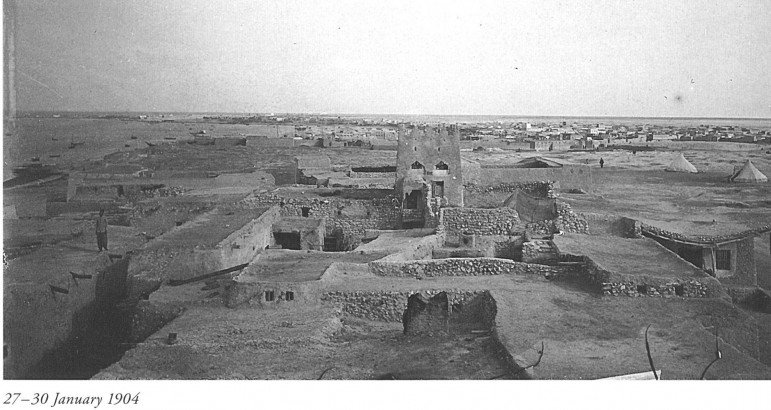
Staré město Dauhá v roce 1904

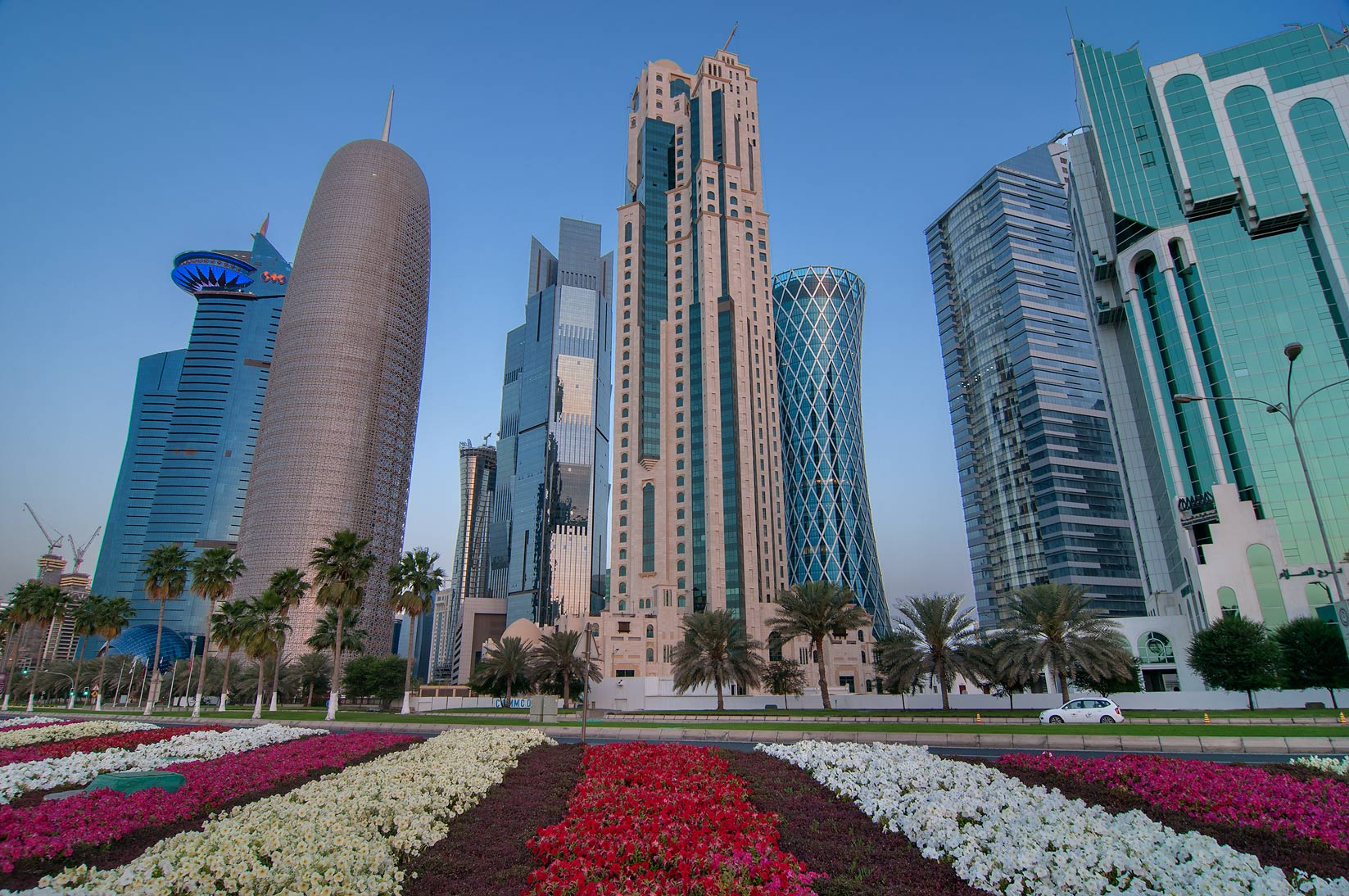
Moderní Dauhá

Území Kataru bylo osídleno lidmi již před 50 000 lety. Na poloostrově byly objeveny osady a nástroje z doby kamenné. V opuštěných pobřežních osadách byly objeveny mezopotámské artefakty obeidské kultury (asi 6500–3800 př. n. l.). Na ostrovech Al Chor byl nalezen archeologický materiál připisovaný Kassitům, kteří ovládli Babylonii po pádu Starobabylonské říše (přibližně v období od 1531–1155 př. n. l.). Usuzuje se z toho, že obyvatelstvo Kataru mělo s Kassity v té době obchodní styky. Mezi nálezy byly i tři miliony rozdrcených šnečích ulit. Existují názory, že jde o důkaz, že Katar je nejstarším známým místem výroby barviv z měkkýšů.
V roce 224 získala nad oblastí Perského zálivu kontrolu Sásánovská říše. Katar hrál roli v obchodu Sásánovců a přispíval nejméně dvěma komoditami: perlami a fialovým barvivem. Za vlády Sásánovců se mezi obyvateli východní Arábie rozšířilo křesťanství, díky vlivu a migraci mezopotámských křesťanů. Bylo postaveno několik křesťanských klášterů. V roce 628 poslal zakladatel islámu Mohamed vyslance k vládci východní Arábie Munzir ibn Sawa Al-Tamimimu a požadoval, aby on a jeho poddaní přijali islám. Munzir jeho žádosti vyhověl a většina arabských kmenů v regionu konvertovala. Poté se místní kmeny podílely na muslimském dobytí Persie, což mělo za následek pád Sásánovské říše.
Území se takto dostalo pod vládu chálífů. Katar byl znám jako slavné centrum chovu koní a velbloudů během umajjovské éry. V 8. století, za vlády Abbásovců, začal těžit ze své strategické pozice v Perském zálivu a stal se centrem obchodu s perlami. V katarském přístavu zastavovaly lodě mířící z Indie a Číny i směrem opačným. Archeology byl v Kataru nalezen čínský porcelán, západoafrické mince i artefakty z Thajska z této etapy. V Murwabu bylo v té době postaveno více než 100 kamenných domů, dvě mešity a vojenská pevnost. Když prosperita chalífátu poklesla, pokles zaznamenal také Katar. Po 10. století existuje tudíž poměrně málo zpráv, nicméně Katar je zmíněn v knize Mu'džam al-buldán z pera muslimského učence 13. století Jakúta al-Hamawí ar-Rúmího. Ten se zmiňuje o jemně pruhovaných tkaných pláštích Katařanů a jejich dovednostech při ostření kopí.
V roce 1253 kontrolu nad oblastí získali Usfuridé, v roce 1320 se stala součástí Ormuského království. Katarské perly poskytly království jeden z jeho hlavních zdrojů příjmu. V roce 1515 Manuel I. Portugalský učinil z Ormusu svého vazala a v roce 1521 se Portugalsko plně zmocnilo významné části východní Arábie. V roce 1550 se místní obyvatelé dobrovolně podřídili nadvládě Osmanů a dali jim přednost před Portugalci. Osmani však poslali do oblasti jen zanedbatelné množství vojáků, kteří byli v roce 1670 vyhnáni arabskou kmenovou konfederací Bani Chálid.
V roce 1766 se usadila v katarské Zubaře rodina Ál Chalífa, která přišla z Kuvajtu. Konfederace Bani Chálid je nechala bez velkého povšimnutí oblast ovládnout. V roce 1783 rodina získala pod svou kontrolu i Bahrajn, kam také přesunula své sídlo. To vyvolalo odpor místních katarských kmenů. V roce 1867 nespokojenost vyvrcholila povstáním, na nějž Ál Chalífa reagovala vysláním mohutné armády. Výsledkem byla katarsko-bahrajnská válka v letech 1867–1868, v níž bahrajnské a abúzabíjské síly vyrabovaly a vyplenily Dauhá a Al Wakrah. Mír dojednali Britové, přesněji plukovník Lewis Pelly. Bahrajn uznal odlišnost Kataru a jeho právo na nezávislost, ta však byla podmíněna podrobením se Britům. Již při mírových jednáních si Pelly velmi dobře rozuměl se zástupci vlivné místní rodiny Ál Thání. Ta získala posléze rozhodující slovo a převzala lokální vůdcovství. 
V roce 1871 se Tháníovci nicméně podrobili osmanskému tlaku, který vyvíjel zejména lokální osmanský vládce Bagdádu Midhat paša. Místní kmeny přijímaly osmanskou hegemonii s nevolí, ale Tháníovci se snažili s Osmany vycházet. Jejich vztahy k mocné říši se však změnily, když v roce 1882 Osmané odmítli pomoci při výpravě do okupovaného Abú Zabí, a když v roce 1888 podpořili Mohammeda bin Abdula Wahába, který se pokusil rodinu Al Thání svrhnout. To nakonec Thániovce dovedlo ke vzpouře proti Osmanům. V srpnu 1892 přestal katarský vládce Jassim bin Mohammed Al Thání platit Turkům daně. Ti reagovali uvězněním jeho bratra a třinácti prominentních katarských kmenových vůdců. Jako výkupné požadovali zaplacení daní. Jassim odmítl, a tak došlo k historické bitvě u Al Wajbahu, v níž Katařané zvítězili. Ačkoli Katar nezískal úplnou nezávislost na Osmanské říši, bitvou si vynutil autonomii. Jassim je dnes národním hrdinou a bitva u Al Wajbahu pevnou součástí národní identity Katařanů.
Britsko-tureckou úmluvou z roku 1913 se Osmané zavázali, že se vzdají svého nároku na Katar a stáhnou svou posádku z Dauhá. Po vypuknutí první světové války však dohodu nedodrželi a turecká posádka zůstala v pevnosti v Dauhá, i když se stále zmenšovala. V roce 1915, za přítomnosti britských dělových člunů v přístavu, Abdullah bin Jassim Al Thání, který byl silně probritsky orientován, přesvědčil zbytek tureckých vojáků, aby pevnost opustili. Následujícího rána do ní vstoupili Britové. Dne 3. listopadu 1916 se Katar stal oficiálně britským protektorátem. Královská rodina se vzdávala samostatné zahraniční politiky, za což jí Británie poskytovala vojenskou ochranu. 
Zásoby ropy byly poprvé objeveny v roce 1939. Těžba však byla oddálena druhou světovou válkou. Export ropy začal až v roce 1949 a výnosy z něj se staly hlavním zdrojem příjmů v zemi. Naopak tradiční obchod s perlami upadl v důsledku vynálezu výroby syntetických perel a blokády obchodu s perlami ze strany nově nezávislé Indie. Když Británie v roce 1968 oficiálně oznámila, že se za tři roky v rámci procesu dekolonizace stáhne z Perského zálivu, Katar se připojil k rozhovorům s Bahrajnem a sedmi dalšími emiráty v oblasti (dříve tzv. Smluvní státy) o vytvoření federace. Regionální spory však přiměly Katar a Bahrajn, aby z jednání ustoupily a staly se nezávislými státy. Zbylých sedm států vytvořilo Spojené arabské emiráty. Katar je nezávislou zemí od 1. září 1971.
V roce 1991 hrál Katar významnou roli ve válce v zálivu, zejména během bitvy u Chafji, kde katarské tanky poskytovaly palebnou podporu jednotkám saúdskoarabské národní gardy, která pacifikovala jednotky irácké armády. V roce 2003 sloužil Katar jako ústředí velení USA a jako jedno z hlavních odpalovacích míst při americké invazi do Iráku. V roce 2011 se Katar připojil k operacím NATO v Libyi a údajně vyzbrojil libyjské opoziční skupiny. Katar se též účastnil saúdskoarabské intervence v Jemenu proti Hútíům a silám loajálním k bývalému prezidentovi Alí Abdalláhu Sálihovi, který byl sesazen během Arabského jara roku 2011
V roce 1995 Hamad bin Chalífa Ál Thání svrhl svého otce, který byl zrovna na státní návštěvě v Ženevě, a ujal se vlády. Přistoupil pak k opatrné liberalizaci režimu, k níž patřilo spuštění televizní stanice Al-Džazíra po vzoru CNN (1996), udělení volebního práva ženám nebo zavedení volebního práva v komunálních volbách (1999). Byla vypracována první písemná ústava v historii země (2005). V roce 2008 bylo povoleno i zřízení prvního katolického kostela v zemi. Hamad oznámil též záměr vyhlásit na rok 2013 první parlamentní volby, ale ty byly nakonec odloženy. 25. června 2013 Hamad abdikoval ve prospěch svého syna Tamíma bin Hamada Ál Tháního.
Dlouholetý územní spor s Bahrajnem o ostrovy Hawár u západního pobřeží Kataru rozhodl v roce 2001 Mezinárodní soudní dvůr v Haagu ve prospěch Bahrajnu.
Od roku 2017 probíhala diplomatická krize mezi Katarem a mnoha okolními státy. Sedm států blízkého východu (Saúdská Arábie, Spojené arabské emiráty, Bahrajn, Egypt, Jemen, Mauritánie a Komorské ostrovy) přerušily jakékoliv diplomatické a obchodní kontakty s Katarem, kvůli údajnému podporování terorismu, tzn. kvůli podpoře Muslimského bratrstva, palestinského Hamásu a hlavně šíítského Íránu.
Katar reagoval nejprve vzpurně a zesílením hospodářských a vojenských vztahů s Tureckem a Íránem. Dne 5. ledna 2021 však uzavřely Saúdská Arábie, Spojené arabské emiráty, Bahrajn a Egypt dohodu o ukončení blokády Kataru. Dohodu pomohl zprostředkovat Kuvajt, ale spekuluje se také o vlivu americké diplomacie v čele s prezidentovým poradcem Jaredem Kushnerem. Za hlavní důvod obnovení spolupráce se považuje snaha o vytvoření koalice proti Íránu.

## Státní symboly

### Vlajka
Katarská vlajka je kaštanově hnědá s bílým svislým pruhem při žerdi, odděleným devíti zuby od hnědého pole. Vlajka má neobvyklý poměr stran 11:28, ale často se užívá i v poměrech 2:3 nebo 3:5.

### Znak
Katarský státní znak je emblém, tvořený Jalbootem (plavidlem používaným pro lov perel), dvěma datlovými palmami, mořskými vlnami a dvěma zkříženými meči (scimitary). Vše v barvě tyrského purpuru. Barva odpovídá odstínu barviva plže barvířky ostnité.

## Geografie

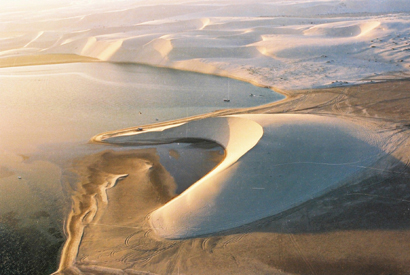
Duny v Chor al Adaid

Katar má rozlohu 11 437 km2. Je to poloostrov v Perském zálivu, do něhož vybíhá 160 kilometrů. Leží na severovýchodě Arabského poloostrova. Nachází se mezi 24°32' až 26°10' severní zeměpisné šířky a 50°45' a 51°40' východní zeměpisné délky. Pozemní hranice na jihu se Saúdskou Arábií má délku přibližně 60 km. Katar má mořskou hranici se Saúdskou Arábii, Bahrajnem, Spojenými arabskými emiráty a Íránem.
Většinu území pokrývá vápencová poušť téměř bez vegetace, zemědělsky je využíváno pouze 28 000 ha půdy, tj. 2,5 procenta rozlohy země. V zemi neexistují celoroční vodní plochy. V zimě někdy déšť způsobí, že poušť lokálně rozkvete. Podzemní sladkovodní voda se nachází pouze v severní polovině, kdežto v jižní části je podzemní voda zasolená (brakická). Na pobřeží se nachází mnoho šotů, slaných jezer. Jsou dočasně naplněná vodou z povodí bez povrchového odtoku, a mají slanou kůru, která brání rychlému odpařování vody. Na několika místech na pobřeží jsou zbytky mangrovových lesů. Na jihovýchodě leží Chor al Adaid ("vnitrozemské moře"), velký mořský záliv v hraniční oblasti se Saúdskou Arábií. Záliv má v nejužším místě pouze 600 metrů široký průliv, který dále vytváří ve vnitrozemí asi 10 km dlouhé a 5 km široké jezero. Na severním okraji se nachází plochá, asi 15 km široká a 7 km dlouhá zaplavovaná plocha. Záliv je obklopen až 70 metrů vysokými dunami, výběžky pouště Rub al-Chálí.
Nejvyšším bodem Kataru je Kurajn Abú al-Baul s nadmořskou výškou 103 metrů.
Jsou zde mírné zimy a velmi horké, vlhké léto.
Biosférická rezervace UNESCO na ostrově ar-Rim na západním pobřeží Kataru má rozlohu 118 888 ha, z toho 46 555 se nachází na pevnině a 36 931 ha v moři. Žijí zde mimo jiné gazely a antilopy losí.
Hlavním a nejdůležitějším městem v zemi je Dauhá, kde žije více než polovina obyvatel Kataru. Dalším důležitým městem je přístav Umm Sajd na východním pobřeží. Ve městech žije na 91 procent Katařanů.

## Politika

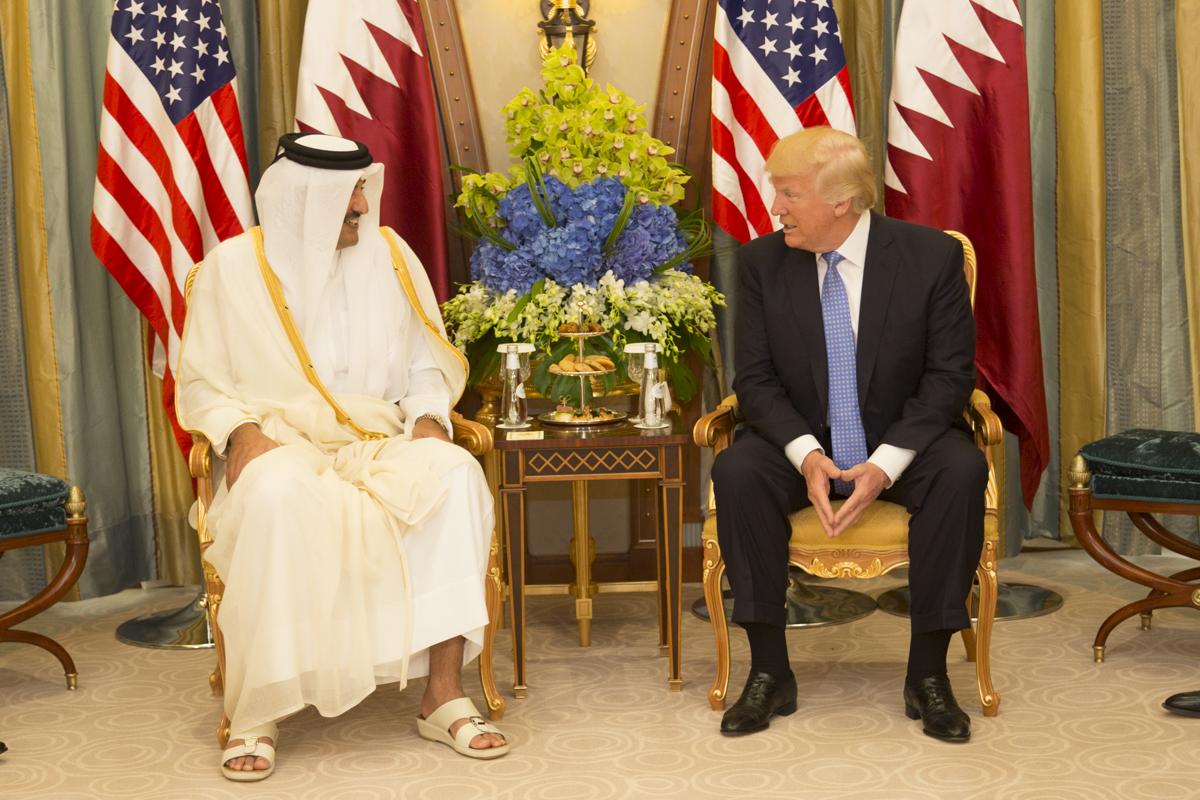
Emír Tamím ibn Hamad Al Thání s americkým prezidentem Donaldem Trumpem v květnu 2017

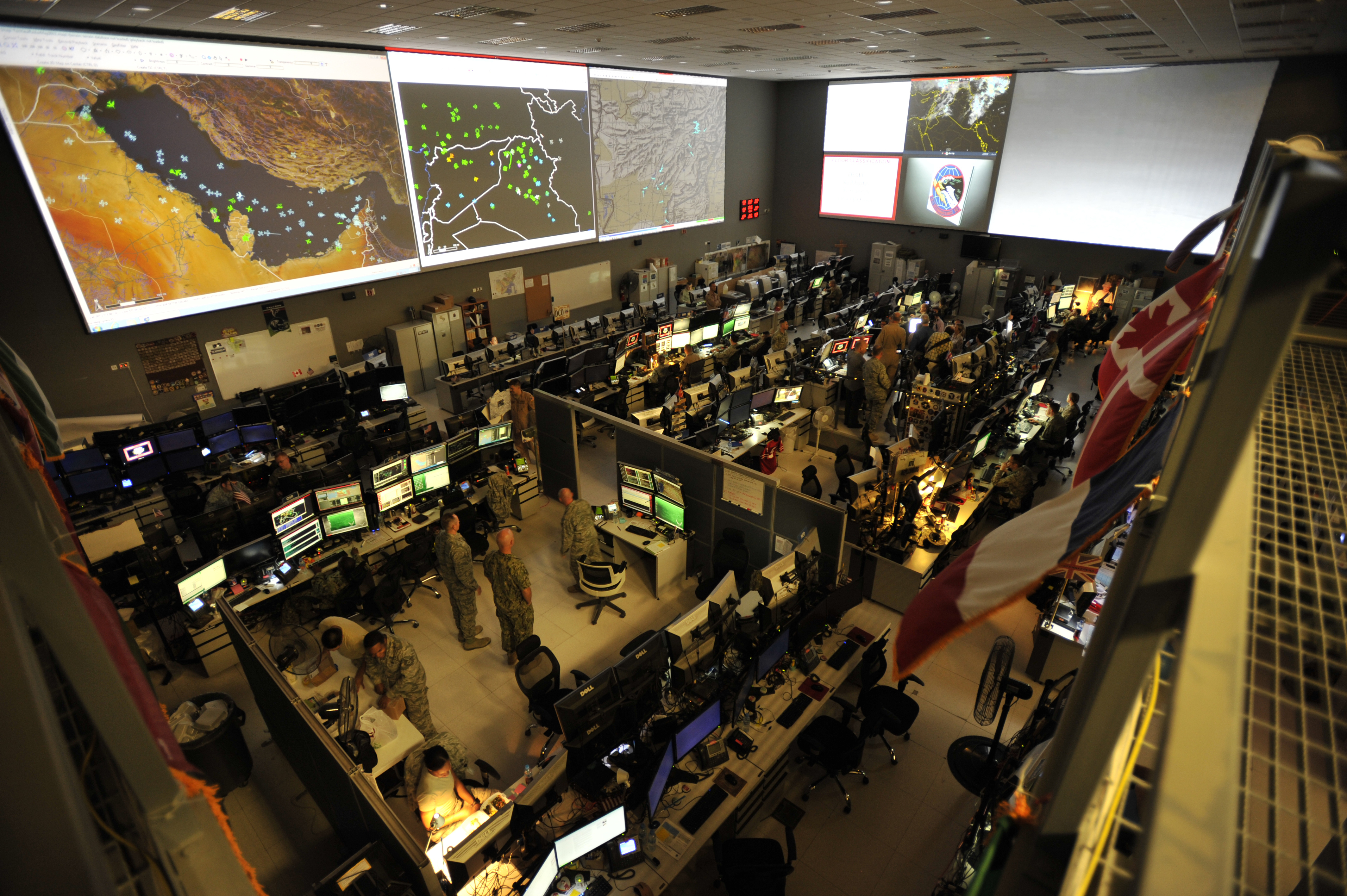
Středisko kombinovaných vzdušných operací (CAOC) na základně Al-Udeid

Katar je tradiční arabská monarchie pod vládou emíra Tamíma bin Hamada Ál Tháního. Rodina Thání vládne od poloviny devatenáctého století. Dědice trůnu jmenuje vládnoucí emír (většinou ze svých synů), na výběr následníka má vliv celá rodina.
V zemi neexistují politické strany ani volený parlament, hlavní moc má emír, který si k ruce jmenuje 35členné Poradní shromáždění (Madžlis aš-šúrá). Katarští občané (muži i ženy) mají sice volební právo od 18 let věku, hlasovat však mohou pouze při výběru místních zastupitelstev (od roku 1999). Návrh nové ústavy, odsouhlasený v referendu roku 2003, vstoupil v platnost v roce 2005. Poradní shromáždění se tak rozšiřuje na 45 členů, přičemž občané budou volit dvě třetiny z nich, zatímco jmenování zbývajících zůstává emírovi. V rodinných a osobních záležitostech převládá islámské právo. Občané Kataru neplatí daň z příjmu. Ve srovnání s ostatními zeměmi v oblasti Perského zálivu mají značnou volnost projevu sdělovací prostředky (Katar je domovskou zemí vlivné televizní stanice Al-Džazíra).
Katar v občanské válce v Sýrii podporuje protivládní islamistické povstalce z fronty an-Nusrá, která je napojená na teroristickou organizaci al-Káida.
Za odpadlictví od víry a homosexualitu hrozí trest smrti, za nemanželský sex nebo konzumaci alkoholu hrozí trest bičování a kamenování.
Letectvo Spojených států amerických má v Kataru velkou leteckou základnu Al-Udeid, na které slouží kolem 10 tisíc vojáků. Na základně Al-Udeid je také umístěno předsunuté centrální velitelství ozbrojených sil USA (CENTCOM).
V roce 2017 vypukla katarská diplomatická krize, kdy několik států v čele se Saúdskou Arábií přerušilo s Katarem jakékoliv diplomatické vztahy a zavedlo blokádu Kataru. Jako důvod tyto země uvedly, že Katar podporuje teroristické organizace jako Muslimské bratrstvo nebo palestinský Hamás a destabilizuje bezpečnost v regionu. V seznamu požadavků je zastavení vysílání televize Al-Džazíra, která často kritizuje Saúdskou Arábii a další autoritářské režimy v oblasti, a přerušení kontaktů se šíitským Íránem, který je hlavním regionálním rivalem sunnitské Saúdské Arábie.
V letech 2021 až 2024 země pořádala legislativní volby, v roce 2024 však byly zrušeny lidovým hlasováním.

## Ekonomika

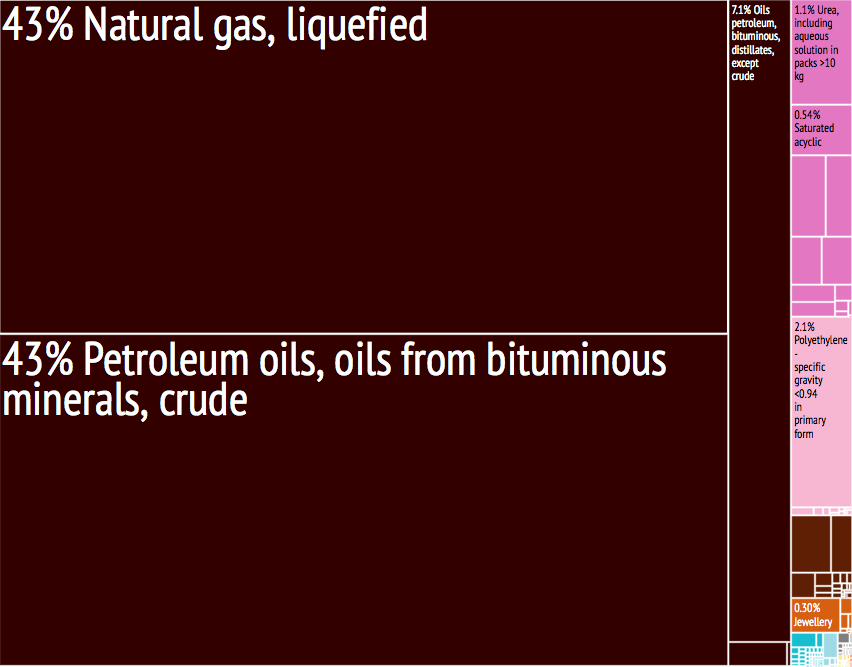
Mapa exportu - ropné produkty tvoří naprostou většinu vývozu

Národní příjmy Kataru pochází hlavně z těžby a zpracování ropy a zemního plynu, na něž připadá 55 % tvorby HDP a 85 % vývozu. Na rozdíl od ostatních států v Perském zálivu, např. Bahrajnu a Spojených arabských emirátů, zde neproběhla žádná znatelná diverzifikace ekonomiky a země je zcela závislá na těžbě ropy a zemního plynu. Rezervy ropy se odhadují na 25 miliard barelů (4 km3), což představuje kolem 1,5 % celosvětových zásob a řadí Katar na 13. místo. Ropa a zkapalněný zemní plyn se vyvážejí především do Japonska a Jižní Koreje. Dovoz představují především strojírenské výrobky, dopravní prostředky a potraviny; hlavními obchodními partnery v tomto směru jsou Francie, USA, Saúdská Arábie, SAE, Německo a Japonsko. 
Katarští občané musí dle zákona vlastnit minimálně 51 % všech firem v emirátu. Katar od svých občanů a firem nevybírá daň z příjmu. V roce 2017 ale zavedl daně u zboží, které poškozuje zdraví – například rychlé občerstvení, tabákové výrobky a příliš slazené nápoje. Při růstu své ekonomiky se Katar silně spoléhá na zahraniční pracovní sílu, a to do té míry, že migranti tvoří 86% populace a 94% pracovní síly. Pracovní podmínky těchto přistěhovalců jsou pravidelně předmětem kritiky Mezinárodní organizace práce nebo Human Rights Watch. Mezinárodní pozornost tento problém vyvolal v souvislosti s přípravami mistrovství světa ve fotbale 2022. Podle britského deníku The Guardian na stavbách nových stadionů zemřelo 6500 dělníků.
Bohatství a životní úroveň Katařanů je srovnatelná se západní Evropou, místní občané mají zajištěnu bezplatnou zdravotní péči a školní vzdělání. V posledních letech byly péčí vlády přímo v Kataru zřízeny pobočky řady amerických vysokých škol. 
Největším a jediným letištěm v zemi je Mezinárodní letiště Dauhá Hamad. V roce 2014 nahradilo Mezinárodní letiště Dauhá, které již svou kapacitou nedostačovalo silnému leteckému provozu. Letiště Hamad využilo v roce 2019 více než 38 milionů pasažérů. Svou základnu sem v květnu 2014 přemístila katarská vlajková letecká společnost Qatar Airways. Jde o státní firmu vzniklou roku 1993. Vlastní přes 200 letounů a zaměstnává 43 tisíc lidí. Létá do 150 destinací. Sponzorovala řadu fotbalových klubů, logo aerolinek měly na svém dresu FC Barcelona, AS Řím či Boca Juniors. 
V Dauhá funguje systém metra. Měří 76 km a má 37 stanic. Vlaky jezdí bez řidiče a dosahují až stokilometrové rychlosti.

## Obyvatelstvo
Počet obyvatel Kataru značně kolísá v závislosti na ročním období, protože země je do značné míry závislá na pracovní síle migrantů. Na začátku roku 2017 činil počet obyvatel 2,6 milionu, přičemž drtivou většinu tvořili cizinci. Pouze 313 000 (12 %) bylo katarskými občany, zatímco zbylých 2,3 milionu tvořili expatrianti.

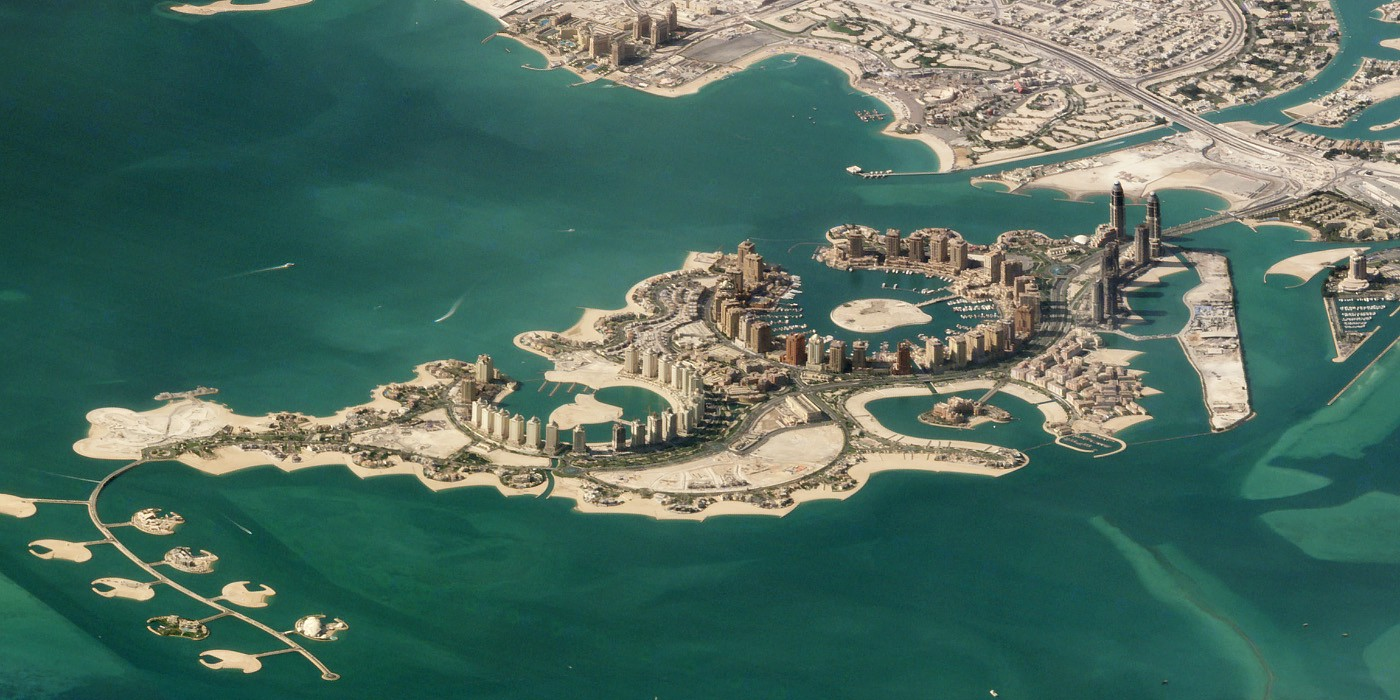
Obytné budovy v Perle

Jihoasijci (ze zemí indického subkontinentu včetně Srí Lanky) představují dohromady více než 1,5 milionu obyvatel (60 %). Mezi nimi jsou nejpočetnější komunitou Indové, kterých bylo v roce 2017 650 000, dále 350 000 Nepálců, 280 000 Bangladéšanů, 145 000 Srílančanů a 125 000 Pákistánců. Kontingent emigrantů, kteří nejsou jihoasijského původu, představuje přibližně 28 % katarské populace, z nichž největší skupinu tvoří 260 000 Filipínců a 200 000 Egypťanů a mnoho dalších národností (včetně státních příslušníků jiných arabských zemí, Evropanů atd.).
První demografické záznamy o Kataru pocházejí z roku 1892 a vedli je osmanští guvernéři v regionu. Na základě tohoto sčítání, které zahrnovalo pouze obyvatele měst, činil počet obyvatel v roce 1892 9 830. V době prvního sčítání lidu, které se konalo v roce 1970, činil počet obyvatel 111 133. Sčítání lidu v roce 2010 zaznamenalo 1 699 435 obyvatel. Např. k roku 2022 Katarský statistický úřad odhadl počet obyvatel na 2 932 241, z toho bylo 2 121 336 mužů a 810 905 žen, žen tedy v Kataru žilo méně než 28 %. Příliv mužských dělníků narušil genderovou rovnováhu a ženy nyní tvoří pouhou čtvrtinu populace.
Téměř všichni Katařané vyznávají islám, i když to není jediná víra v zemi. Většina katarských občanů náleží k wahhábistickému hnutí Salafíja a asi 5–15 % muslimů v Kataru náleží k ší'itskému islámu, ostatní muslimské odnože jsou zastoupeny v malém počtu. V Kataru je 67,7 % muslimů, 13,8 % křesťanů, 13,8 % hinduistů a 3,1 % buddhistů; ostatní náboženství a nábožensky nezařazené osoby představovaly zbývající 1,6 %. Právo šaría je dle katarské ústavy hlavním zdrojem legislativy. Lidská práva v Kataru jsou porušována.
Etničtí Arabové tvoří asi 40 % obyvatel země (z čehož pouze necelá polovina jsou vlastní katarští občané, zbytek pak příchozí z jiných arabských zemí). Většinu obyvatelstva představují přistěhovalci, pracující zejména v ropném průmyslu: Pákistánci 18 %, Indové 18 %, Íránci 10 % a další. Přes mnohé tradiční zvyky je Katar velmi kosmopolitní zemí, jejíž vláda neváhá například získávat štědrým hmotným zabezpečením pro svou reprezentaci sportovce z jiných států (mj. atlety z Keni či Maroka nebo vzpěrače z Bulharska). Úředním jazykem je arabština, ale většina obyvatel rozumí i angličtině. Míra gramotnosti je přes 93 %.

## Kultura
Muzeum islámského umění v Dauhá je jedním z nejdůležitějších muzeí islámského umění na Arabském poloostrově. Budovu navrhl I. M. Pei a muzeum bylo otevřeno v roce 2008. Také Národní muzeum otevřené roku 2019 má unikátní budovu, inspirovanou pouštní růží, kterou navrhl slavný francouzský architekt Jean Nouvel.
Katarská televize Al-Džazíra patří k nejvlivnějším médiím arabského světa.

### Sport

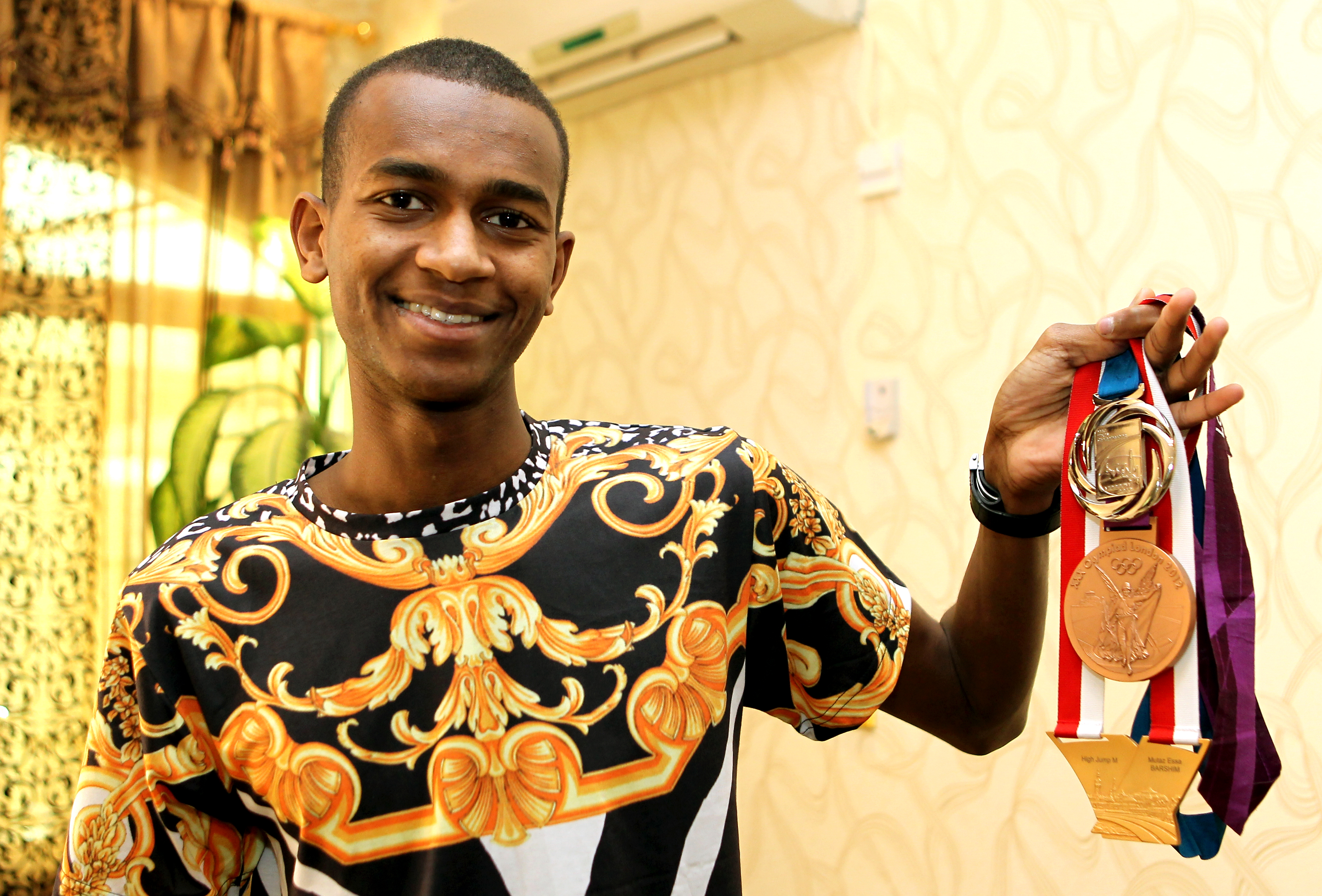
Mutaz Essa Baršim

Katar získal svou první olympijskou medaili, bronzovou, na olympiádě v Barceloně roku 1992, díky běžci na patnáctistovku Muhammadu Sulajmánovi, který se zároveň toho roku stal mistrem světa. Další bronz zajistil na hrách v Sydney roku 2000 vzpěrač Said Saif Asaad, rovněž mistr světa z roku 2003. Hry v Londýně v roce 2012 přinesly Kataru bronzy dva, první zajistil ve skeetu střelec Násir al-Attíja, druhý pak výškař Mutaz Essa Baršim. Ten pak na další olympiádě v Riu získal stříbro a stal se tak nejúspěšnějším katarským sportovcem všech dob. Tuto pozici stvrdil i dvěma tituly mistra světa (2017, 2019). Baršim je nejúspěšnějším produktem dokonale vybavené Aspire Academy, která má v zemi bez velké sportovní tradice vychovat mezinárodně úspěšné sportovce. Dalším takovým produktem je dvojnásobný mistr světa v běhu na 3000 metrů překážek Sajf Saíd Šáhín.
Výrazného úspěchu dosáhla Katarská mužská házenkářská reprezentace, když na mistrovství světa roku 2015 skončila na druhém místě.
Ču Čchen je špičkovou šachistkou. Byla mistryní světa v šachu z let 2001 až 2004, ovšem ještě předtím než začala reprezentovat Katar (2006). 
Katarská fotbalová reprezentace dosáhla největšího úspěchu roku 2019, když vyhrála Mistrovství Asie ve fotbale. Klub Al-Sadd SC dvakrát vyhrál Ligu mistrů AFC, nejprestižnější asijskou klubovou fotbalovou soutěž. V roce 2022 se konalo v Kataru Mistrovství světa ve fotbale. Katar se tak stane první arabskou i první muslimskou zemí, která tuto obří sportovní akci uspořádá. Pro mistrovství bylo postaveno deset nových stadionů, hlavní stadion navrhl proslulý britský architekt Norman Foster. Katar již pořádal řadu jiných sportovních akcí, například mistrovství světa ve fotbale klubů 2019 a 2020, mistrovství světa v atletice 2019, halové mistrovství světa v atletice 2010 nebo mistrovství světa v házené 2015. Vybavenost sportovišť je totiž na vysoké úrovni.
Katařané ovlivňují sport i přes svou ekonomickou moc, například současný vládce Kataru Tamím bin Hamad Ál Thání je majitelem francouzského fotbalového klubu Paris Saint-Germain.
V roce 2021 se první závod Formule 1 v Kataru odehrál na okruhu Losail International Circuit jako náhrada za zrušený závod v Austrálii z důvodu pandemie covidu-19. Závod bude mít roční přestávku a poté se vrátí v roce 2023 na nový účelový okruh se smlouvou na 10 let. Existuje zde i Katarská hokejová reprezentace.